# Selección femenina de rugby de España
La selección femenina de rugby de España representa al país en las competiciones oficiales. Está gestionada por la Federación española de rugby.

## Historia
La primera participación de la selección a nivel nacional tuvo lugar en Cardiff (País de Gales) con motivo de la celebración de la Copa del Mundo de rugby, donde obtuvieron el sexto puesto por detrás de Estados Unidos, Inglaterra, Francia, Nueva Zelanda y Canadá.
En 1994, la selección española no pudo acudir a Escocia debido a problemas presupuestarios de la F.E.R. Sin embargo siguieron siendo uno de los equipos punteros de Europa.
En 1995 se convirtieron en las inesperadas vencedoras del Primer Campeonato de Europa venciendo a su rival, Francia, en la final por 21-6.
El Europeo de 1996 trajo una repetición de esa final aunque esta vez las españolas perdieron por 15-10.
En enero de 1997 emprendieron una gira por Inglaterra donde les hicieron pasar apuros a las entonces campeonas del mundo llevando la delantera en el marcador a falta de 10 minutos para el final del partido. Solo un ultimísimo ensayo de las locales permitió la victoria de estas in extremis. En el Europeo de 1997 (el primero donde compitieron todos los equipos británicos) jugaron la final Escocia e Inglaterra pero España demostró nuevamente su clase al quedar terceras.
España se clasificó para el Campeonato del Mundo en Ámsterdam y logró un meritorio 7º puesto. El camino para conseguirlo fue durísimo: venció por 38-18 a Gales en la primera ronda y perdieron con Estados Unidos, Nueva Zelanda y Australia antes de derrotar por 22 – 9 a Francia en la final de la competición de plata.
España se volvió a enfrentar en los Europeos de 1999 a Francia, perdiendo ante ella la final por 13-5, después de vencer a Gales (14-8) y a Escocia (11-9).
En la Copa del Mundo del 2002 celebrada en Barcelona, Nueva Zelanda revalidó su título en el Mundial de rugby femenino al derrotar (19-9) a Inglaterra en la final disputada en el Estadi Olímpic Lluís Companys. Francia se colgó el bronce tras vencer a Canadá (41-7), mientras que España acabó en la 8ª posición después de ceder ante Estados Unidos (23-5).
Actualmente el rugby femenino es uno de los mejores baluartes de promoción de ese deporte en España, y desde hace algunos años existe una liga nacional. El nivel general es patente a nivel de selección (nacional o territorial). La necesidad de jugar lleva a organizar giras y encuentros internacionales dónde las jugadoras se codean y en general vencen a potencias rugbísticas como clubes ingleses, galeses o franceses.

## Palmarés
- Rugby Europe Women's Championship (12): 1995, 2003, 2010, 2013, 2016, 2018, 2019, 2020, 2022, 2023, 2024, 2025.

- WXV 3 (1): 2024.

## Resultados

### Resumen
(solo partidos internacionales)
| Oponente       | Primer partido | Total Partidos | Ganados | Empatados | Perdidos | Porcentaje |
| -------------- | -------------- | -------------- | ------- | --------- | -------- | ---------- |
| Alemania       | 1996           | 2              | 2       | 0         | 0        | 100.00%    |
| Australia      | 1998           | 1              | 0       | 0         | 1        | 0.00%      |
| Bélgica        | 2010           | 1              | 1       | 0         | 0        | 100.00%    |
| Canadá         | 1991           | 2              | 0       | 0         | 2        | 0.00%      |
| Colombia       | 2022           | 1              | 1       | 0         | 0        | 100.00%    |
| Escocia        | 1997           | 16             | 5       | 0         | 11       | 31.25%     |
| Estados Unidos | 1998           | 2              | 0       | 0         | 2        | 0.00%      |
| Finlandia      | 2011           | 1              | 1       | 0         | 0        | 100.00%    |
| Francia        | 1989           | 18             | 5       | 0         | 13       | 27.78%     |
| Gales          | 1998           | 10             | 7       | 0         | 3        | 70%        |
| Inglaterra     | 1991           | 14             | 1       | 1         | 12       | 7.14%      |
| Irlanda        | 1997           | 9              | 5       | 0         | 4        | 55.55%     |
| Italia         | 1991           | 10             | 8       | 0         | 2        | 80.00%     |
| Japón          | 1991           | 2              | 2       | 0         | 0        | 100.00%    |
| Kazajistán     | 2006           | 1              | 1       | 0         | 0        | 100.00%    |
| Nueva Zelanda  | 1998           | 1              | 0       | 0         | 1        | 0.00%      |
| Países Bajos   | 1996           | 4              | 4       | 0         | 0        | 100.00%    |
| Rusia          | 1997           | 2              | 2       | 0         | 0        | 100.00%    |
| Samoa          | 2006           | 2              | 2       | 0         | 0        | 100.00%    |
| Suecia         | 2004           | 4              | 3       | 0         | 1        | 75.00%     |
| Total (1989- ) |                | 103            | 50      | 1         | 52       | 48.54%     |

## Jugadoras

### Última convocatoria
Convocatoria para los partidos de la Copa Mundial de Rugby de 2025:
|                                     | Nombre                     | Edad    | Posición      | Caps | Equipo                          |
| ----------------------------------- | -------------------------- | ------- | ------------- | ---- | ------------------------------- |
| Primeras líneas                     |                            |         |               |      |                                 |
|                                     | Cristina Blanco            | 29 años | Talonador     | 31   | Ealing Trailfinders Rugby Club  |
|                                     | Laura Delgado              | 35 años | Pilar         | 50   | Harlequins FC                   |
|                                     | Sidorella Bracic           | 32 años | Pilar         | 27   | CR El Salvador                  |
|                                     | Gemma Silva                | 21 años | Pilar         | 6    | AVR FC Barcelona                |
|                                     | Lia Piñeiro                | 23 años | Pilar         | 11   | Lille Metropole RC Villeneuvois |
|                                     | Nuria Jou                  | 23 años | Pilar         | 12   | UE Santboiana                   |
|                                     | Mireia de Andrés           | 25 años | Pilar         | 9    | CR Sant Cugat                   |
|                                     | Inés Antolínez             | 28 años | Pilar         | 22   | CR El Salvador                  |
|                                     | Maria de las Huertas Roman | 26 años | Pilar         | 23   | Simón Verde Magnolia Cocos      |
| Segundas líneas                     |                            |         |               |      |                                 |
|                                     | Lourdes Alameda            | 34 años | Segunda línea | 40   | AC Bobigny 93 Rugby             |
|                                     | Mónica Castelo             | 38 años | Segunda línea | 26   | Stade Rennais Rugby             |
|                                     | Anna Puig                  | 25 años | Segunda línea | 35   | UE Santboiana                   |
|                                     | Eider Garcia               | 20 años | Segunda línea | 7    | Lyon Olympique                  |
|                                     | Elena Martinez             | 29 años | Segunda línea | 8    | Stade Rennais Rugby             |
| Terceras líneas                     |                            |         |               |      |                                 |
|                                     | Alba Capell                | 21 años | Flanker       | 29   | Sale Sharks                     |
|                                     | Nerea García               | 28 años | Flanker       | 15   | CR El Salvador                  |
|                                     | Victoria Rosell            | 19 años | Flanker       | 7    | CR Complutense Cisneros         |
|                                     | Ana Peralta                | 22 años | Flanker       | 8    | Simón Verde Magnolia Cocos      |
|                                     | Valentina Perez            | 20 años | Flanker       | 7    | Rugby Turia                     |
| Medio melés                         |                            |         |               |      |                                 |
|                                     | Anne Fernández de Corres   | 27 años | Medio melé    | 35   | RFER                            |
|                                     | Bingbing Vergara           | 21 años | Medio melé    | 9    | CR El Salvador                  |
| Aperturas y Centros                 |                            |         |               |      |                                 |
|                                     | Zahía Pérez                | 21 años | Apertura      | 30   | CR Complutense Cisneros         |
|                                     | Amàlia Argudo              | 25 años | Apertura      | 25   | Stade Toulousain                |
|                                     | Claudia Cano               | 20 años | Apertura      | 15   | CR Complutense Cisneros         |
|                                     | Maider Aresti              | 22 años | Centro        | 13   | Getxo RT                        |
| Alas y Zagueros                     |                            |         |               |      |                                 |
|                                     | Alba Vinuesa               | 26 años | Ala           | 35   | Stade Français Paris            |
|                                     | Claudia Pérez              | 21 años | Ala           | 18   | CR Majadahonda                  |
|                                     | Ana Cortés                 | 19 años | Ala           | 6    | Pozuelo Rugby Unión             |
|                                     | Tecla Masoko               | 24 años | Ala           | 8    | CR El Salvador                  |
|                                     | Lea Ducher                 | 23 años | Zaguero       | 9    | Simón Verde Magnolia Cocos      |
|                                     | Claudia Peña               | 20 años | Zaguero       | 25   | Harlequins FC                   |
|                                     | Clara Piquero              | 26 años | Zaguero       | 28   | Lons Section Paloise            |
| Entrenador: Juan González Marruecos |                            |         |               |      |                                 |

- Caps: actualizadas el 11 de agosto de 2025.

### Jugadoras con más participaciones
| #  | Jugadora         | Posición          | Debut | Caps |
| -- | ---------------- | ----------------- | ----- | ---- |
| 1. | Aroa González    | talonadora        | 1997  | 74   |
| 2. | Inés Etxegibel   | apertura          | 1994  | 64   |
| 2. | Rocío García     | pilier            | 2003  | 64   |
| 4. | Isabel Rodríguez | medio melé        | 2003  | 56   |
| 5. | Bárbara Pla      | centro/medio melé | 2004  | 53   |
| 6. | Pilar López      | segunda           | 1996  | 49   |
| 6. | Nerea Otxoa      | pilier            | 2003  | 49   |

| #   | Jugadora         | Posición        | Debut | Caps |
| --- | ---------------- | --------------- | ----- | ---- |
| 8.  | Mercedes Batidor | tercera         | 1995  | 47   |
| 9.  | Mª Isabel Pérez  | ala             | 1991  | 46   |
| 10. | Karitte Alegría  | octava          | 1994  | 43   |
| 10. | Coral Vila       | zaguera         | 1996  | 43   |
| 10. | Elena Roca       | centro/apertura | 2001  | 43   |
| 10. | Patricia García  | centro          | 2010  | 43   |

## Historial en competiciones
| - Gales 1991: 6º puesto - Escocia 1994: no participó - Países Bajos 1998: 7º puesto - España 2002: 8º puesto - Canadá 2006: 9º puesto - Inglaterra 2010: no clasificó - Francia 2014: 9º puesto - Irlanda 2017: 10º puesto - Nueva Zelanda 2021: no clasificó - Inglaterra 2025: clasificado - WXV 3 2023: 3° puesto - WXV 3 2024: Campeón invicto - Cinco Naciones 2000: 3º puesto - Cinco Naciones 2001: 2º puesto (compartido) - Seis Naciones 2002: 3º puesto - Seis Naciones 2003: 6º puesto (último) - Seis Naciones 2004: 3º puesto - Seis Naciones 2005: 4º puesto - Seis Naciones 2006: 6º puesto (último) - Clasificatorio RWC 2021: 4° puesto | - Italia 1995: Campeón invicto - España 1996: 2° puesto - Francia 1997: 3° puesto - Italia 1999: 2° puesto - España 2000: 2° puesto - Francia 2001: 2° puesto - Italia 2002: no participó - Suecia 2003: Campeón invicto - Francia 2004: 6° puesto - Alemania 2005: no participó - Italia 2006: no participó - España 2007: 3° puesto - Países Bajos 2008: 6° puesto - Suecia 2009: 2° puesto en su grupo - Francia 2010: Campeón invicto - España 2011: 2° puesto - Alemania 2012: 4° puesto (último) - España 2013: Campeón invicto - Bélgica 2014: no participó - Suiza 2015: no participó - España 2016: Campeón invicto - Bélgica 2018: Campeón invicto - Europa 2019: Campeón invicto - Europa 2020: Campeón invicto - Europa 2022: Campeón invicto - Europa 2023: Campeón invicto - Europa 2024: Campeón invicto - Europa 2025: Campeón invicto |